# Boisjean
Boisjean é uma comuna francesa na região administrativa de Altos da França, no departamento de Pas-de-Calais. Estende-se por uma área de 12,74 km². Em 2010 a comuna tinha 507 habitantes (densidade: 39,8 hab./km²).